# 短果灯心草
短果灯心草（学名：Juncus phaeocarpus）是灯心草科灯心草属的植物，是中国的特有植物。分布在中国大陆的西藏等地，生长于海拔3,400米至3,600米的地区，常生长在山地或山坡草全湿润处，目前尚未由人工引种栽培。